# Cerkev Marijinega vnebovzetja, Grad
Cerkev Marijinega vnebovzetja je župnijska cerkev Župnije Grad, nahaja se v vasi Grad v istoimenski občini.

## Zgodovina
V naselju Grad na Goričkem (nekdanja Gornja Lendava) naj bi bilo središče oziroma komenda viteškega reda templarjev. Leta 1208 je pri Gradu živel grof Nikolaj, kraljevi fevdnik. Leta 1275 se v naselju navaja grad (castrum), ki je obstajal že prej. Že takrat je obstajala Marijina cerkev in sedež pražupnije, ki je bila dolgo časa v rokah zemljiških gospodov, od katerih veroizpovedi je bila odvisna tudi veroizpoved podložnikov. Graška župnija je bila tako v letih 1592–1672, torej 80 let, povsem  evangeličanska. Cerkev je bila 9. septembra 1720 ponovno blagoslovljena.

## Zgodovina cerkve
Marijina cerkev je romarska. Podatki o obstoju cerkve in župnije segajo v leto 1208. Cerkev so verjetno poškodovali vojaki Otokarja Češkega v času bitke pod gradom leta 1270. Verjetno je iz tega obdobja sedanja ladja cerkve. Pozneje v 14. ali 15. stoletju so ji prizidali gotski prezbiterij in ga povezali z ladjo. Cerkve, ki so od začetka posvečene Marijinemu vnebovzetju, so praviloma najstarejše med Marijinimi cerkvami. Da je cerkev pri Gradu stala že v dobi romanskega sloga, govori dejstvo, da je imela prvotna cerkev zvonik ločen od cerkve. Kot začetek nastanka sedanje cerkve se šteje leto 1275. V naslednjih stoletjih so jo dozidavali, prezidavali in obnavljali. Prvotno je imela cerkev raven strop, ki so ga leta 1660 zamenjali z obokanim in ga poslikali.
Leta 1698 je imela cerkev štiri oltarje. Poročilo iz leta 1698 omenja kapelico – božji grob v hribu na južni (zunanji) strani cerkve. V dobo pred reformacijo naj bi postavljali na pokopališčih ob cerkvah posnetek Kristusovega groba iz Jeruzalema. Svojčas so pri Gradu domovali člani viteškega reda in domnevajo, da so oni dali postaviti božji grob. Po letu 1685, ko je izumrla rodbina Szechy, je prišla do graškega veleposestva rodbina Franca Nadasdyja, katerega brat Ladislav je bil škof v Csanadu. V 18. stoletju je Nadasdyjeva rodbina pokazala veliko naklonjenost katolikom in njihovim cerkvam.

### Prenove v zadnjih tridesetih letih
Temeljito so obnovili notranjost in zunanjost cerkve. Tako so leta 1988 z zvonika odstranili omet, goli zid oprali in ga osušenega ponovno ometali s cementno malto ter končno prebelili z barvo na apneni osnovi. Z njo so prebelili tudi celotno pročelje cerkve. Del strehe so prekrili s staro opeko, drugi del ostrešja pa je dobil novo opečno kritino. Novi so žlebovi, odtočne cevi, strešne in zidne obrobe. Na zvoniku so postavili križ z novim jabolkom. V cerkvi sta tudi nova oltarna miza in ambon. Rešili so tudi problem ogrevanja cerkve, s talnim ogrevanjem, s katerim je povezano tudi ogrevanje župnišča. Nova je električna napeljava in luči, od katerih so nekatere halogenske.

## Arhitektura
Graška cerkev je skupaj s prezbiterijem dolga več kot 26 metrov, cerkvena ladja pa je široka skoraj 11 metrov. Ob prezbiteriju je novejša zakristija. Prezbiterij je bil zidan in prostoren, obdajajo ga oporniki in venčni zidec, velika okna pa lepo osvetljujejo notranjščino, prižnica pa je bila kamnita.

### Notranja oprema
Baročni glavni oltar je nastal v delavnici radgonskega mojstra Kleina. V njem je starejši lesen kip sedeče Marije z Detetom, ki naj bi nastal okoli leta 1510. Kip je ostanek poznogotskega oltarja s krili s štirimi reliefnimi in štirimi poslikanimi upodobitvami prizorov Marijinega življenja in Jezusovega otroštva. Krili hranijo v Narodni galeriji v Budimpešti. Marijin kip je na prestolu, nad njim je nebo s srebrnimi oblački in putom, ki se nagiba k Jezusu. Med stebri oltarja stojita sveti Janez Krstnik in sveti Jožef. V atiki oltarja je figura Boga Očeta, ki ga spremlja zbor putov, na vrhu pa je Sveti Duh v soju žarkov. Oltar je marmoriran in ima na stebrih posrebrene reliefe. Pod Marijinim kipom se nahaja pozlačen tabernakelj z dvema angeloma ob strani.
V cerkev vodita portala v južni steni ladje in v zahodni steni zvonika, oba sta kamnoseška izdelka.
Graška cerkev je torej imela stolp samostoječ, kar je menda izjema v primerjavi z drugimi starimi prekmurskimi cerkvami. To je bilo zaradi tega, ker v predromanski dobi stolp ni bil v organski zvezi s cerkvijo, a razvoj je šel v smeri, da so se stolpi gradili v povezovanju s cerkvami. Stolp je v srednjem veku podoba moči. Tudi graški stolp je bil mogočen, kakor je bila veljavna tudi župnija zaradi svoje starodavnosti, obsežnosti ob mogočnem zemljiškem gospodu, ki je bil od 11. do 18. stoletja centralna osebnost politične in vojaške moči v gornjem Prekmurju.
Na restavriranje opozarja tudi napis na zadnjem delu oltarja, iz leta 1914.
V cerkvi Marije Vnebovzete se združujejo v celoto različni arhitekturni slogi. Svojevrstno je oblikovan in izpeljan obok cerkvene ladje, ki je sestavljen iz množice keramičnih ploščic, ki so položene na lesene podpornike. Prenovljen je bil Marijin oltar, za katerega so restavratorji porabili 4350 zlatih lističev. Obnovili so tudi kipa svetega Jožefa in svetega Janeza Krstnika. Zidni tabernakelj, ki ga zdaj sicer ne uporabljajo več za hrambo Najsvetejšega, je še vedno nekaj posebnega, ker ima vratca iz kovanega železa.

## Cerkvena kripta
V vizitacijskem zapisniku iz leta 1778 je bilo zapisano, da je v svetišču kripta oziroma grobnica plemiške rodbine Szechy, o čemer priča tudi sklepnik na oboku prezbiterija, na katerem je grb te rodbine z dvoglavim orlom. Grobnico so ponovno odkrili leta 1980 med deli napeljave centralnega ogravanja.

### Plečnikov načrt
Obok so po načrtu Jožeta Plečnika zgradili na novo. Plečnik je s svojevrstno mojstrovino nadomestil prejšnji obok in ga dvignil do ostrešja. Tlak cerkvene ladje je zvišal. Kor je popolnoma nov. Luči v cerkvenih stenah (narejene so iz domače keramike) čudovito osvetljujejo cerkveni prostor. Stranski oltar je po Plečnikovi zamisli izdelal arhitekt Tone Bitenc. Sliko Svete družine je naslikal akademski slikar Stane Kregar. Plečnik je imel še veliko načrtov. Blagoslavitev cerkve je bila 23. oktobra 1955.